# Paul Rehkopf
Paul Anton Heinrich Rehkopf (né le 21 mai 1872 à Brunswick, mort le 27 juin 1949 à Berlin) est un acteur allemand.

## Biographie
Paul Rehkopf débute à Rostock en 1891. De 1892 à 1898, il joue à Bâle et à Zurich et de 1898 à 1917 à Posen, au théâtre d'État de la ville de Mayence, à Breslau et au Hessisches Staatstheater. En 1917, il vient à Berlin en suivant Carl Meinhard et Rudolf Bernauer puis Heinz Saltenburg (de).
À partir de 1917, Rehkopf travaille dans un très grand nombre de films muets puis parlants. Il est présente souvent dans de brèves apparitions, mais a aussi des premiers rôles.

## Filmographie
- 1917 : Die Königstochter von Travankore (de) d'Otto Rippert
- 1918 : Journal d'une fille perdue (Das Tagebuch einer Verlorenen) de Richard Oswald
- 1918 : Lorenzo Burghardt
- 1919 : Die Teufelskirche (de)
- 1919 : Der Mädchenhirt
- 1919 : Tötet nicht mehr! (de)
- 1920 : Präsident Barrada
- 1921 : Les Trois Lumières de Fritz Lang
- 1921 : Das Geheimnis der Santa Maria
- 1921 : Cœurs en lutte de Fritz Lang
- 1922 : Der Todesreigen
- 1922 : Der Abenteurer
- 1923: Sa femme l'inconnue
- 1923: Le Secret de la duchesse
- 1923: Der allmächtige Dollar
- 1924: Isn't Life Wonderful
- 1924: Horrido
- 1924: Das Spiel mit dem Schicksal
- 1924: Die Liebe ist der Frauen Macht
- 1925: Varietés
- 1925: Freies Volk
- 1926: Die Gesunkenen
- 1926: La Casemate blindée
- 1926: Spitzen
- 1926: Unser täglich Brot
- 1927 : Der falsche Prinz (de)
- 1927 : Der Feldmarschall
- 1927 : Der Sieg der Jugend
- 1927 : Die Geliebte des Gouverneurs
- 1927 : Petronella – Das Geheimnis der Berge
- 1927 : Die Tragödie eines Verlorenen
- 1927 : Der Sohn der Hagar
- 1928 : Der alte Fritz – 1. Friede
- 1928 : Luther – Ein Film der deutschen Reformation
- 1928 : La Grande Aventurière (Die große Abenteuerin) de Robert Wiene
- 1928 : Mary Lou
- 1928 : Vom Täter fehlt jede Spur
- 1928 : Der Piccolo vom Goldenen Löwen
- 1928 : Spelunke
- 1929: Die Garde-Diva
- 1929: Giftgas (de)
- 1929: Anny de Montparnasse
- 1929: Berlin After Dark
- 1929: Der Sträfling aus Stambul
- 1929: Der Ruf des Nordens
- 1929: Rosen blühen auf dem Heidegrab (de)
- 1929: À quoi rêve une femme au printemps
- 1929: Dans la rue (de)
- 1929: Zwei Brüder
- 1930: Brand in der Oper
- 1930 : Anny... music-hall (Die vom Rummelplatz) de Karel Lamač
- 1930: Princesse du caviar
- 1930: Lui et moi
- 1930: Der falsche Feldmarschall
- 1930: Ihre Majestät die Liebe
- 1930: Leutnant warst Du einst bei deinen Husaren
- 1931: Sur le pavé de Berlin
- 1931: Le Capitaine de Koepenick (de)
- 1931: Der Bergführer von Zakopane
- 1931: Kabarett-Programm Nr. 2
- 1931: Kabarett-Programm Nr. 4
- 1931: Le Traître
- 1932: Die Tänzerin von Sans Souci
- 1932: Die eiserne Jungfrau
- 1932: Das Schiff ohne Hafen (de)
- 1932: Esquimau
- 1932: Loup-Garou
- 1932: Skandal in der Parkstraße
- 1933: Das häßliche Mädchen
- 1933: Kleines Mädel – großes Glück
- 1933 : Viktor und Viktoria
- 1933: Le Testament du docteur Mabuse
- 1933: Reifende Jugend
- 1933: Gipfelstürmer
- 1933: Glück im Schloß
- 1933: Poupée blonde
- 1933: Ein Unsichtbarer geht durch die Stadt (de)
- 1934: Wenn ich König wär
- 1934: Dr. Bluff
- 1934: Die Welt ohne Maske
- 1934 : Hanneles Himmelfahrt (de)
- 1934: Das verlorene Tal
- 1934: Die Spork’schen Jäger
- 1934: Da stimmt was nicht (de)
- 1934: Polenblut
- 1934: Valses sur la Neva
- 1935: Der Ammenkönig
- 1935: Henker, Frauen und Soldaten
- 1935: Künstlerliebe
- 1935: Stradivari
- 1935: L'Oiseleur
- 1935: Die Werft zum Grauen Hecht
- 1935: Der junge Graf
- 1936: Boccaccio
- 1936: Glückskinder
- 1936: Waldwinter
- 1936: Martha
- 1936: Wenn der Hahn kräht
- 1936: Im Trommelfeuer der Westfront
- 1937: Der Hund von Baskerville
- 1937: Fanny Elssler
- 1937 : Yette la divine
- 1937: Serenade
- 1937: Pays de l'amour
- 1938: La Belle Hongroise
- 1938: Le Tombeau hindou
- 1938: Schatten über St. Pauli
- 1938: Le Tigre du Bengale
- 1938: Zwei Frauen
- 1939: Ein ganzer Kerl
- 1939: La Lutte héroïque
- 1939: Schneider Wibbel
- 1939: Sommer, Sonne, Erika
- 1939 : Heimatland
- 1939: Wir tanzen um die Welt
- 1940 : Leidenschaft
- 1941 : Un crime stupéfiant
- 1941 : Am Abend auf der Heide
- 1941 : Ich klage an
- 1941 : En selle pour l'Allemagne (...reitet für Deutschland)
- 1941 : Jakko (de)
- 1941 : Le Président Krüger
- 1942 : Rembrandt
- 1942 : Die Entlassung de Wolfgang Liebeneiner
- 1942 : Stimme des Herzens
- 1942 : Der Strom
- 1943 : Wenn der junge Wein blüht
- 1943 : Le Chant de la métropole
- 1943 : L'Innocente pécheresse (de)
- 1943 : Ein glücklicher Mensch
- 1943 : Tonelli
- 1944 : Das war mein Leben
- 1944 : Un ange qui triche (de)
- 1944 : Liebesbriefe
- 1944 : Philharmoniker (de)
- 1944 : Ein schöner Tag
- 1944 : Die schwarze Robe
- 1945 : Das kleine Hofkonzert
- 1945 : Die Schenke zur ewigen Liebe

## Source de la traduction
- (de) Cet article est partiellement ou en totalité issu de l’article de Wikipédia en allemand intitulé « Paul Rehkopf » (voir la liste des auteurs).